# STEELO
株式会社STEELO（スティーロ）は、テレビ番組の制作・番組リサーチや放送作家・リサーチャーと動画コンテンツおよびに関わるマネージメントを行っているIVSテレビ制作の関連会社で制作プロダクション。

## 会社概要

### 所在地
- 〒162-0837 東京都新宿区納戸町27番2号 ドエルピオネーロ市ヶ谷104

### 設立年月日
- 不明

### 役員
- 代表取締役社長：湯浅健司
- 取締役：錦信次

## 主な作品

### 制作・リサーチ

#### 現在
- ネプリーグ（フジテレビ）
- 湯のまち放浪記（BS-TBS）

#### 過去
- くるくるドカン〜新しい波を探して〜（フジテレビ）
- コトバーチャランド（TBS）
- カワズ君の検索生活（フジテレビ）
- ブログの女王（テレビ東京）
- 爆笑問題&日本国民のセンセイ教えて下さい!（テレビ朝日・ABC）
- うぇぶたま（テレビ東京）
- うぇぶたまww（テレビ東京）
- エチカの鏡〜ココロにキクTV〜（フジテレビ）
- よくある質問（テレビ朝日）
- こだわりゲーマー（BS-TBS）
- 時短生活ガイドショー（TBS）
- マイケルジャクソンSP（日本テレビ）
- 俺の博物館（フジテレビ）
- 今夜だけクレーマー（TBS)
- 東北観光博（ミヤギテレビ）

## 関係会社
- 株式会社IVSテレビ制作
- 株式会社Hi-MODE